# Yolanda Vargas Dulché
Yolanda Vargas Dulché (de la Parra) (Ciudad de México, México, 18 de julio de 1926-Ciudad de México, México, 8 de agosto de 1999) fue una escritora e historietista mexicana, célebre principalmente por la historieta Memín Pinguín. Se le ha dado el título de "Reina de las Historietas", con el que se conoce hasta hoy en día. En su haber se contemplan más de 60 historias, la mayoría de las cuales aparecen en la revista Lágrimas, Risas y Amor, siendo más tarde adaptadas para televisión y cine. 
Una característica en todas sus novelas es que no existía un villano definido en toda la trama, sino que en determinados momentos, alguien juega el papel de villano y en otras, este rol le corresponde a alguien más, dependiendo de la situación vivida y de los personajes involucrados, esto se debe a que su filosofía era el villano principal siempre será el destino.

## Biografía

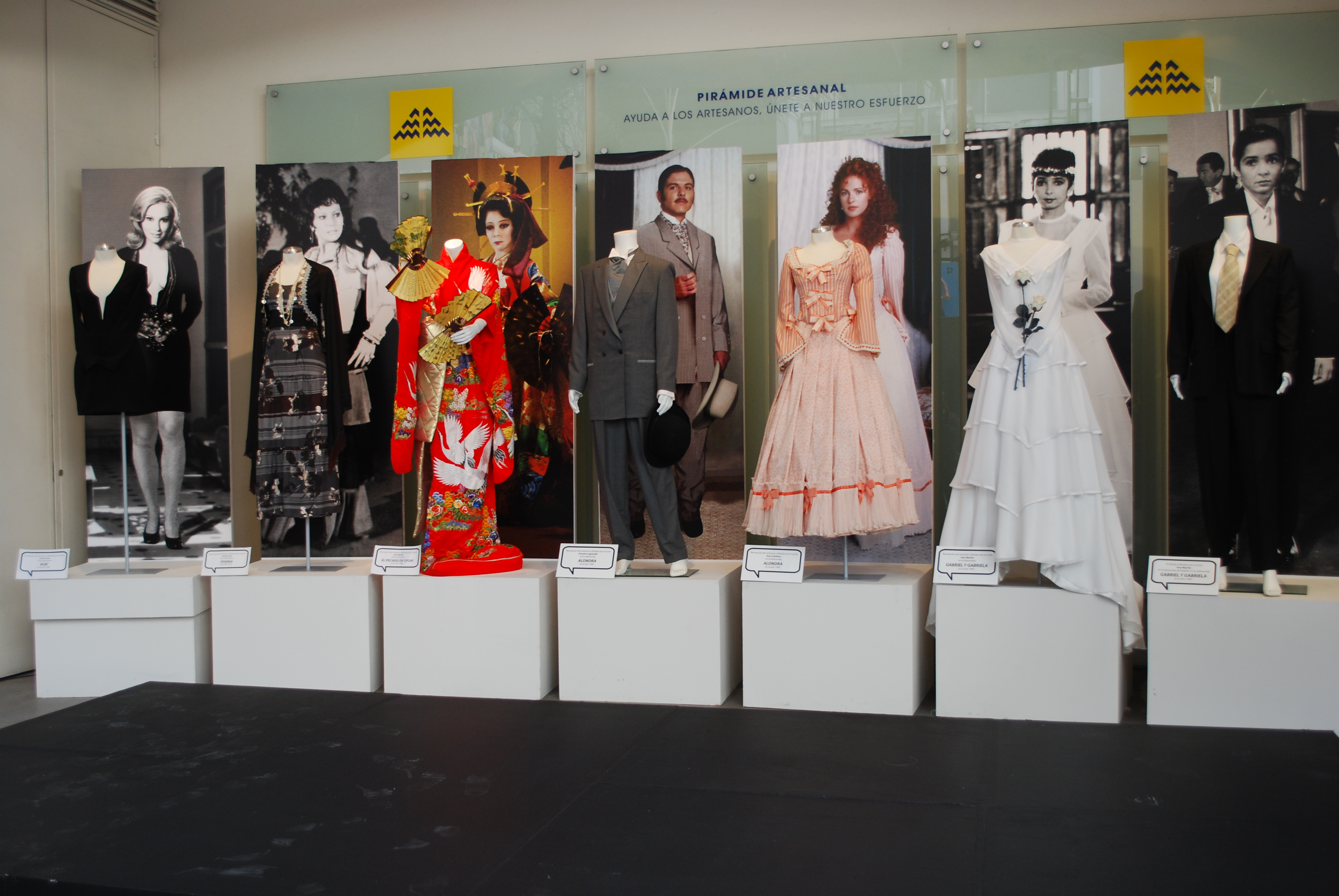
Vitrina que representa las varias telenovelas de Vargas Dulché en el Museo de Arte Popular (Ciudad de México).

Hija de Armando Vargas de la Maza y de Josefina Dulché, ella y su hermana Elba crecieron en la pobreza, junto con su madre; debido a su situación, Yolanda pasó por varias escuelas, donde conocería a todo tipo de niños, que poblarían más tarde sus historietas. Yolanda y Elba, poseedoras de una magnífica voz, formaron el dueto Rubia y Morena, que actuó con éxito en la XEW. 
La actividad no satisfacía sus necesidades económicas, y empezó a trabajar con el coronel y empresario periodístico José García Valseca (quien también había laborado con Gabriel Vargas). En 1945, nace la historieta Memín Pinguín después de un viaje a Cuba, basada en el mote de su novio Guillermo de la Parra e inspirada en un simpático niño de color que observó en su viaje a esa isla caribeña. De esta historieta se escribirían 372 capítulos, reeditados en 1952, 1961 y 1988, esta última a color. 
Tras cinco años de noviazgo, se casó con Guillermo de la Parra, para procrear a cinco hijos y ver crecer a once nietos, entre ellos los músicos Mane de la Parra y Alondra de la Parra. Ella y su marido crearon el Grupo Editorial Vid, en el que se publicaban las obras de ella y su marido, en Lágrimas, Risas y Amor, así como la cadena de hoteles Krystal ubicados en la Ciudad de México, Cancún, Ixtapa y Puerto Vallarta. Murió dejando inconclusa su novela de corte autobiográfico Aroma del tiempo.
Durante varios decenios fue la más leída de todos los escritores de México.

## Carrera como escritora

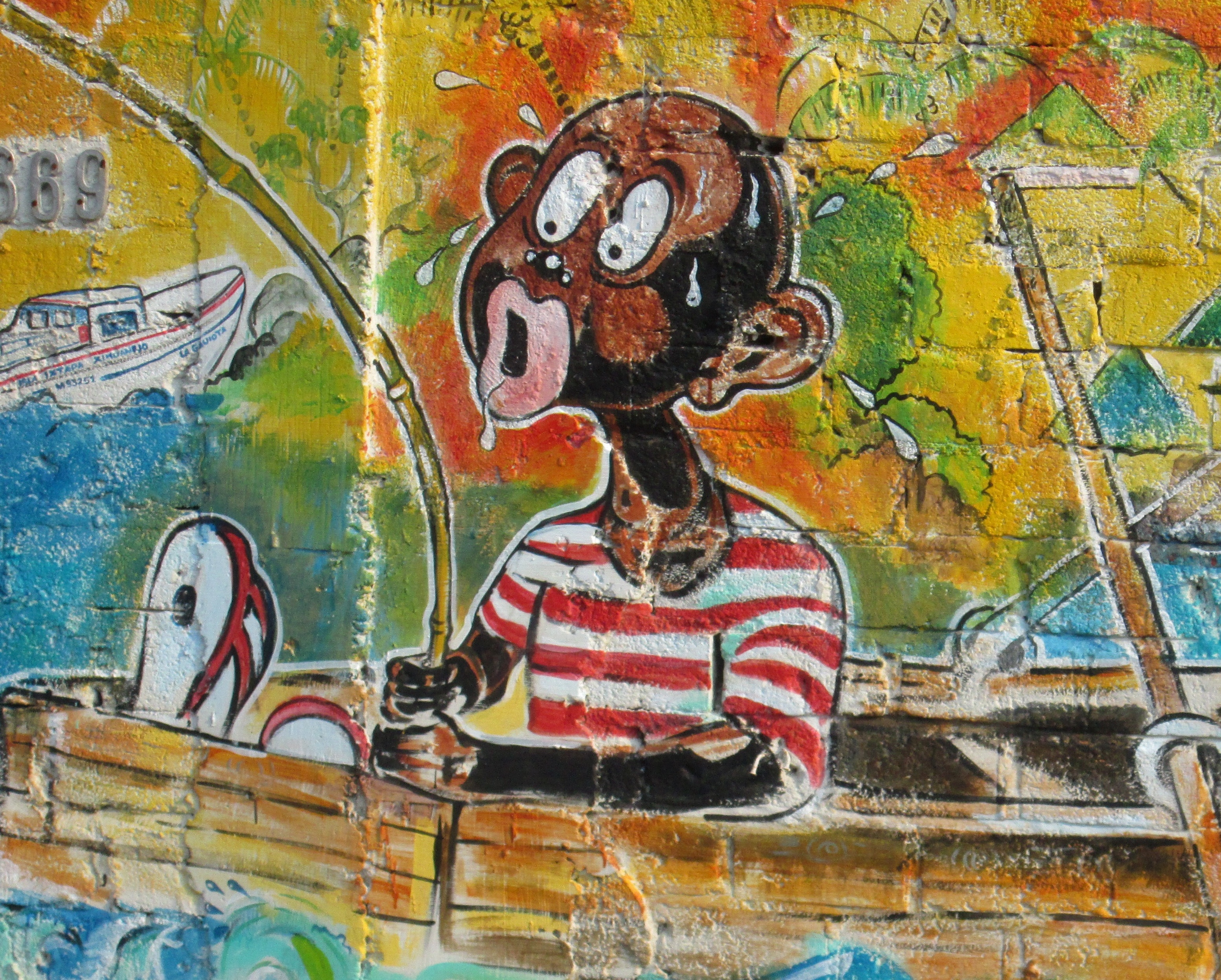
Un mural retratando al personaje de historietas mexicanas Memín Pinguin, creado por Yolanda Vargas Dulché.

Durante su carrera fue cantante, periodista, madre y empresaria, pero es más conocida por su trabajo en historietas, especialmente Memín Pinguín, y la escritura y producción de telenovelas desde la década de 1940 hasta la década de 1990. Comenzó su carrera como escritora como una forma de complementar los ingresos del canto, comenzando con el periódico ESTO y Editorial Argumentos. Luego comenzó a escribir ensayos y cuentos para la revista El Pepín, donde creó por primera vez un personaje negro en la década de 1940 que se convertiría en Memín Pinguín. El nombre se derivó del apodo de su entonces novio de Pingo. También escribió para Novedades de México. Luego fue contratada por la publicación Chamaco por el triple de lo que ganaba antes. Sin embargo, por un conflicto personal con su jefe, ahorró su dinero y cuando pudo, dejó la publicación para crear su propia empresa, pero esta fracasó.
A pesar del fracaso, había publicado más de una docena de cómics rentables en 1960. Su éxito animó a su esposo a escribir, creando su primer éxito llamado Rarotonga. Su éxito combinado proporcionó ingresos suficientes para fundar Grupo Editorial Vid y comenzar a producir telenovelas y películas, siendo sus producciones más importantes "Cinco rostros de mujer", "María Isabel", "Yesenía", "Rubí", "Ladronzuela" y "Gabriel y Gabriela."
Su estilo de escritura de cómics se considera único y fue popular en México durante más de cuarenta años, especialmente entre las clases bajas. En el apogeo de su popularidad, fue la mujer más leída en México, después de Corín Tellado en el idioma español en general, con sus cómics vendiendo 25 millones de copias al mes. Tuvo más de sesenta obras publicadas en México, así como en Indonesia, China, Japón, URSS, Italia, Colombia, Estados Unidos y Filipinas.
Es considerada una pionera de la literatura popular en México, llamada la "Reina de las historietas". Su trabajo recibió varios reconocimientos incluyendo el de la primera Convención Nacional de Cómic y Ciencia Ficción de la Ciudad de México. En 2006, el libro "La reina de las historietas de México" fue publicado por el director de fotografía mexicano David Ramón y publicado por la Sociedad General de Escritores de México. En 2012, el Museo de Arte Popular en colaboración con Editorial Vid y Televisa rindió homenaje a Vargas Dulché con una exhibición de su obra, especialmente su aparición en cine y televisión.

## Obras
Sus principales trabajos incluyen cómics y guiones para telenovelas mexicanas, y algunos de sus trabajos cómicos se han trasladado al cine y la televisión. Su obra cómica más importante se basa en un personaje llamado Memín Pinguín, considerado un ícono de la historieta mexicana. Creado en 1943, el cómic trata sobre un niño negro con rasgos exagerados, soñador y bromista, pero siempre hace lo correcto. Su nombre fue inspirado por su esposo Guillermo de la Parra, a quien sus colegas llamaban "Pingo" (homónimo de diablo) por sus bromas. El personaje, que aparece en el cine y la radio junto con las historietas, sigue siendo una parte importante de la cultura popular mexicana moderna. En 1985, la Secretaría de Educación de México Declaró Memín Pinguín lectura obligada en las escuelas públicas porque “promueve en los estudiantes el respeto a la familia ya las instituciones”. Comenzó a publicar otras historias y cómics en la década de 1950. Otros personajes de cómic incluyen una serie llamada El Pecado de Oyuki basada en una mujer japonesa, y María Isabel, sobre una mujer indígena pobre que llega a la ciudad con una niña, que no es su hija. María Isabel fue interpretada por la actriz Silvia Pinal para la versión cinematográfica.
Sus otras obras importantes fueron las telenovelas, novelas adaptadas a una serie de televisión con un principio y un final definidos. Una de los más importantes es Rubí (1963-1964), sobre una mujer inteligente y hermosa cuyos principales intereses son el dinero y el poder. Una versión de telenovela mexicana (2004) de Rubí está protagonizada por Bárbara Mori, Eduardo Santamarina, Jacqueline Bracamontes, Sebastián Rulli y Ana Martín y se creó una versión teleserie de la historia en Filipinas en 2010. Otras radionovelas exitosas y las telenovelas incluyen Cinco rostros de mujer (1947), Zorina (1949), Ladronzuela (1949) Yesenia (1970), Encrucijada (1970), El amor de María Isabel (1971), Gabriel y Gabriela (1982) y Alondra (1995).
Nació en la Ciudad de Villahermosa, Tabasco, México y murió en su casa de la colonia Pedregal de San Ángel, ubicada en la Ciudad de México.
El 24 de noviembre de 2012 se inauguró una exposición en homenaje Yolanda Vargas Dulché, Contadora de Historias, en el Museo de Arte Popular. La exposición es un homenaje a quien fuera una de las pioneras de las historietas en México, con obras como Memín Pinguín, María Isabel, Rubí, El Pecado de Oyuki y Yesenia.

### Obra
- Rubí
- Memín Pinguín
- María Isabel
- El Amor de María Isabel
- Encrucijada
- Vagabundo
- Noche
- Yesenia
- Carne de Ébano
- El pecado de Oyuki
- Gabriel y Gabriela
- Geisha: Amor en oriente
- Ladronzuela
- Alondra
- ¿Quién?
- Umbral
- Yama
- El hijo de Yama
- Entre rejas
- Tengo que partir
- El atardecer de Ana Luisa
- La Solterona (obra teatral)
- Celos (obra teatral)
- Guionista de Cinco Rostros de Mujer, película ganadora del premio Ariel en 1948
- Rarotonga

## Adaptaciones de sus obras

### Telenovelas
- Rubí (2020), adaptada por Leonardo Padrón
- Rubí (2004), adaptada por Ximena Suárez y Virginia Quintana
- María Isabel, si tú supieras (1997/98), adaptada por ella misma y Rene Muñoz
- Alondra (1995), adaptada por ella misma (Basada en Casandra)
- El pecado de Oyuki (1988), adaptada por ella misma
- Yesenia (1987), adaptada por Luis Reyes de la Maza
- Gabriel y Gabriela (1982), adaptada por ella misma
- Ladronzuela (1978)
- ¿Quién? (1973)
- El vagabundo (1971)
- Encrucijada (1970)
- Yesenia (1970)
- Rubí (1968)
- María Isabel (1966)

### Cine
- Rarotonga (1978)
- Yesenia (1971)
- Rubí (1969)
- El amor de María Isabel (1969)
- María Isabel (1968)
- Zonga, el ángel diabólico (1958)
- Ladronzuela (1949)
- Zorina (1949)
- Cinco rostros de mujer (1947)

## Algunas referencias sobre sus telenovelas
- El pecado de Oyuki (1975)
- María Isabel, telenovela mexicana de 1966.
- María Isabel, película mexicana de 1967, dirigida por Federico Curiel.
- María Isabel, telenovela mexicana de 1997.
- Memín Pinguín
- Rubí (1968)
- Yesenia (1970)
- Ladronzuela (2000)

## Premios y nominaciones

### Premios TVyNovelas
| Año  | Categoría      | Telenovela   | Resultado |
| ---- | -------------- | ------------ | --------- |
| 1996 | Mejor escritor | Alondra      | Ganadora  |
| 1998 | Mejor escritor | María Isabel | Nominada  |